# 2015 BC519
2015 BC519 est un objet transneptunien en résonance 2:5 avec Neptune d'un diamètre d'environ 170 km.